# Walbach (Engelskirchen)
Walbach ist ein Ort in der Gemeinde Engelskirchen im Oberbergischen Kreis in Nordrhein-Westfalen in Deutschland.

## Lage und Beschreibung
Der Ort liegt nordöstlich von Engelskirchen im Tal der Walbaches. Nachbarorte sind Ründeroth und Schnellenbach. Das Naturschutzgebiet Altenberg im Walbachtal mit der Aggertalhöhle liegt südwestlich der Ortschaft.

## Geschichte
1413 wird im Kämmereiregister für den Fronhof Lindlar der Ort mit der Ortsbezeichnung „Waelbech“ genannt. In der Preußischen Uraufnahme von 1845 ist Walbach auf umgrenztem Hofraum verzeichnet. Die Ortsbezeichnung erfolgt mit der Schreibweise „Wallbach“. Ab der topografischen Karte des Jahres 1896 wird die heute gebräuchliche Schreibweise Walbach verwendet.